# Cúc lục lăng
Cúc lục lăng hay linh đan hôi (danh pháp hai phần: Laggera alata), là một loài thực vật thuộc họ Cúc (Asteraceae). Loài này được (D.Don) Sch.Bip. ex Oliv. mô tả khoa học đầu tiên năm 1873.

## Mô tả
Cúc lục lăng là cây thảo sống nhiều năm, cao 40–100 cm. Thân mập, phần cành tới phần trên, có cánh suốt dọc thân. Lá thuôn dài đến 8 cm, đầu tù, gốc thuôn dần, mép có răng nhỏ, có lông mịn sát và tuyến tiết. Chuỳ hoa ở ngọn các nhánh; hoa đầu cao 6-7mm, lá bắc nhiều hàng, nhọn. Quả bế cao 1mm, có lông mào trắng, dài 4-5mm. Ra hoa từ mùa thu đến đầu mùa xuân.

## Y học
Bộ phận dùng: toàn cây - Herba Laggerae Alatae. Cúc lục lăng có vị đắng và cay, tính ấm, có mùi thơm; có tác dụng tiêu thũng trừ độc, tán ứ, giảm đau, thường dùng trị: 
1. Viêm Amidan, viêm họng;
2. Cảm cúm, ho kéo dài;
3. Đau thấp khớp, đau lưng;
4. Viêm thận, phù thũng;
5. Vô kinh, đau bụng trước khi sinh.

Liều dùng 15-30g, dạng thuốc sắc. Dùng ngoài trị mụn nhọt, viêm mô tế bào, tràng nhạc, đau xương, bỏng, eczema, rắn cắn; lấy một lượng vừa đủ cây tươi giã đắp ngoài hoặc đun nước tắm rửa.
Các nhà khoa học thuộc Bộ môn Y học cổ truyền và Nghiên cứu thuốc từ thiên nhiên, trường đại học Chiết Giang, thành phố Hàng Châu, Trung Quốc đã công bố kết quả nghiên cứu đặc tính kháng viêm của nhóm chất phenol (TPLA) có trong cúc lục lăng: TPLA có tác dụng chống viêm trên mô hình chống viêm cấp và mãn tính. Cơ chế chống viêm của nó có thể có liên quan tới quá trình ức chế sự tạo thành PGE2 (prostaglandin E2 gây viêm và đau), có ảnh hưởng tới hệ chống oxy hóa, và ngăn ngừa quá trình giải phóng lysozyme (men phá hủy thực bào và mô, làm gia tăng quá trình gây viêm). Thành phần chính trong nhóm chất phenol (TPLA) cũng đã được xác định, đó chính là các axít dicaffeoylquinic.
Flavonoit toàn phần có trong cúc lục lăng cũng đã được báo cáo là có tác dụng bảo vệ gan.